# Ulica Ariańska w Krakowie
Ulica Ariańska – ulica w Krakowie, w dzielnicy II Grzegórzki, na Wesołej.
Łączy ulicę Aleksandra Lubomirskiego z ulicą Lubicz. Jest jednojezdniowa.

## Historia
Ulica została wytyczona w latach siedemdziesiątych XIX wieku i wtedy też otrzymała swoją obecną nazwę. Do 1912 roku nazwę ulicy Ariańskiej nosiła także dzisiejsza ulica Botaniczna.

## Zabudowa
- ul. Ariańska 1 (ul. Lubicz 44) – Willa „Pod Matką Boską”. Projektował Maksymilian Nitsch, 1875.
- ul. Ariańska 2 (ul. Lubicz 42) – Pałac. Projektował Adolf Opid, 1879–1887[a].
- ul. Ariańska 3 – Kamienica, ok. 1935.
- ul. Ariańska 3a – Kamienica. Projektował Stefan Matusiński, 1937.
- ul. Ariańska 4 – Kamienica. Projektował Karol Janecki, 1893[b].
- ul. Ariańska 5 – Kamienica. Projektował Władysław Kleinberger, 1912[c].
- ul. Ariańska 6 – Kamienica. Projektował Józef Kryłowski, Leopold Tlachna, 1890[d].
- ul. Ariańska 7 – Kamienica. Projektował Michał Jastrzębski, 1933.
- ul. Ariańska 8 – Kamienica, 1880.
- ul. Ariańska 9 (ul. Topolowa 25) – Kamienica. Projektował Leopold Tlachna, 1900[e].
- ul. Ariańska 10 (ul. Topolowa 23) – Kamienica. Projektował Maksymilian Nitsch, 1875–1876.
- ul. Ariańska 11 (ul. Topolowa 32) – Kamienica. Projektował Leopold Tlachna, 1898.
- ul. Ariańska 12 (ul. Topolowa 30) – Kamienica. Projektował Leopold Tlachna, 1892.
- ul. Ariańska 13 – Kamienica. Projektował Leopold Tlachna, 1899.
- ul. Ariańska 14 – Kamienica. Projektował Leopold Tlachna, 1895.
- ul. Ariańska 15 – Kamienica. Projektował Władysław Kleinberger, 1906[f].
- ul. Ariańska 16 – Kamienica. Projektował Leopold Tlachna, 1899.
- ul. Ariańska 17 (ul. Aleksandra Lubomirskiego 33) – Kamienica. Projektował Władysław Kleinberger, 1907.
- ul. Ariańska 18 (ul. Aleksandra Lubomirskiego 31) – Kamienica. Projektował Leopold Tlachna, 1899[g].

Opracowano na podstawie źródła: Gminnej ewidencji zabytków – Kraków.

## Galeria

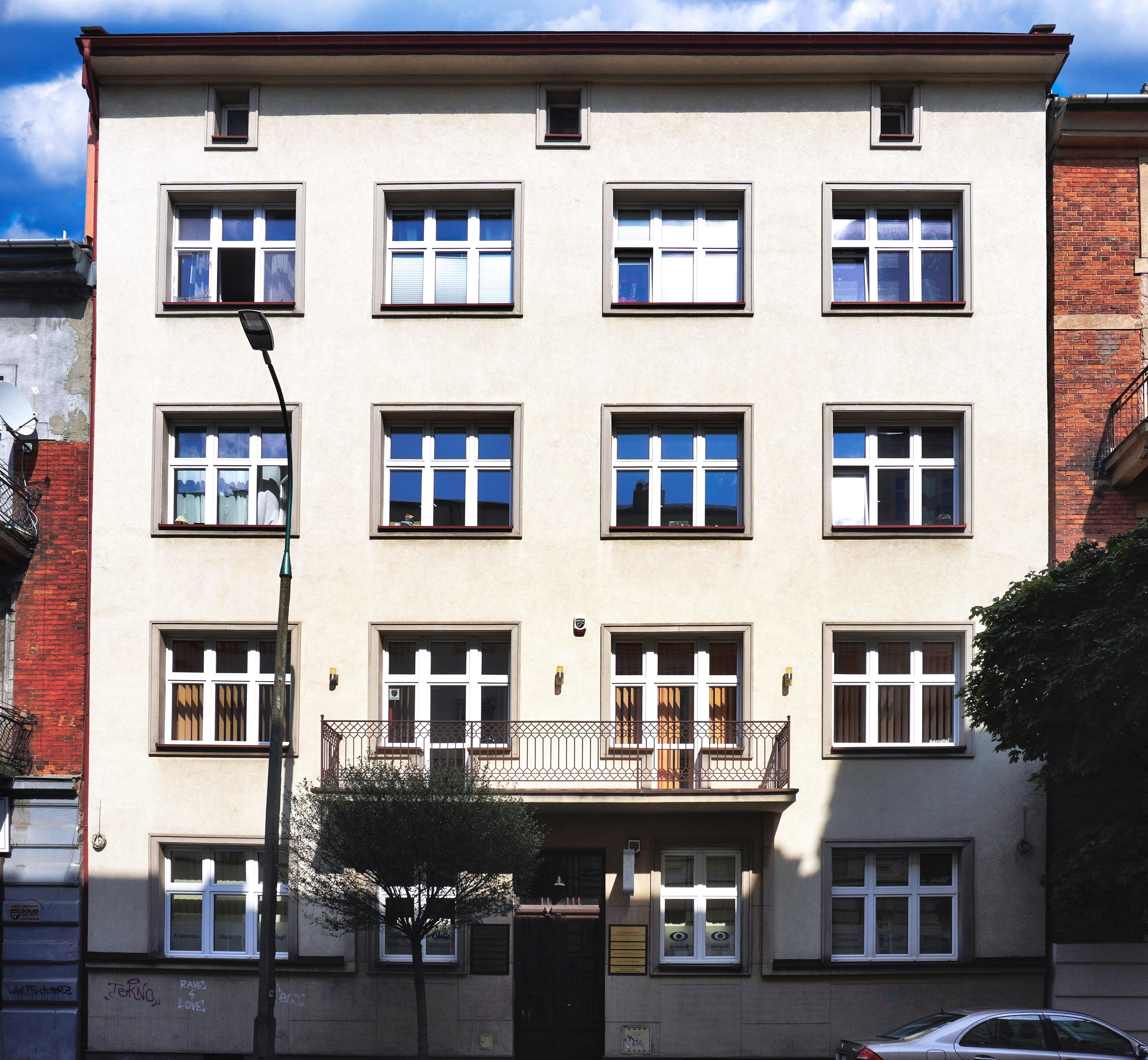
ul. Ariańska 7 Kamienica (proj. Michał Jastrzębski, 1933)